# باندل
باندل (به انگلیسی: Bandel) یک منطقهٔ مسکونی در هند است که در بخش هوگل واقع شده‌است. باندل ۱۶ متر بالاتر از سطح دریا واقع شده‌است.